# Frontispice (boek)

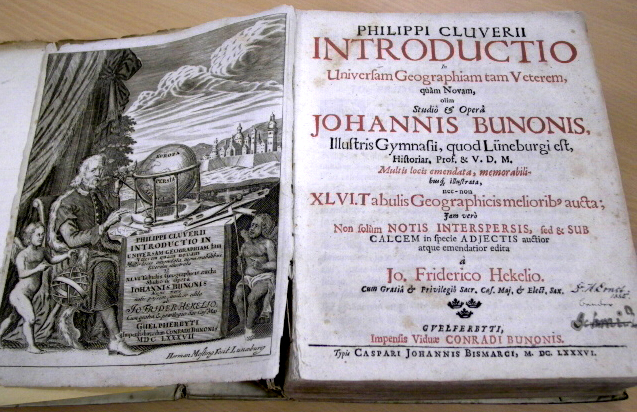
Frontispies en titelblad van het boek Introductio in Geographiam Universam van Philipp Clüver, 1686 (Archief van het Gymnasium Langenberg te Velbert).

Een frontispice of frontispies (van Latijn: frontispicium, frons = voorhoofd; spicere = laten zien) is een boekillustratie, die zich op de tweede, tegenover de titelpagina (p. 3) liggende bladzijde bevindt. Het is dus in de regel op de achterzijde van de franse pagina (franse titel) (p. 1) gedrukt. 
De tweede pagina wordt door drukkers, binders en andere boekbezorgers nog altijd frontispies-pagina genoemd. Deze pagina blijft in nieuwere boeken vaak onbedrukt, hoewel ze in geval van biografieën of kunstboeken nog wel vaak van een afbeelding voorzien wordt, zoals een portret van de auteur. 
Bij wetenschappelijke uitgaven, boekreeksen of verzamelwerken kunnen op deze pagina ook gegevens met betrekking tot de hele reeks worden aangetroffen. 
Bij pocketboeken staan op deze pagina's ook wel gegevens over de inhoud van het boek, de auteur en over andere publicaties van diens hand.